# Gramatyka języka duńskiego
Gramatyka języka duńskiego jest bardzo podobna do gramatyki pozostałych kontynentalnych języków skandynawskich, tj. norweskiego i szwedzkiego. W mniejszym stopniu przypomina ona gramatykę wyspiarskich języków skandynawskich (tj. islandzkiego i farerskiego), ze względu na to, że języki kontynentalne przeszły serię uproszczeń (takich jak redukcja rodzajów gramatycznych i odmiany czasowników).

## Rzeczowniki
Rzeczowniki duńskie charakteryzują się następującymi cechami gramatycznymi: rodzajem (niezmienny dla danego rzeczownika), liczbą i określonością (duń. bestemthed). Rzeczowniki odmieniają się przez liczbę i określoność, wymuszając na towarzyszących przymiotnikach dopasowanie w tych kategoriach.
Określoność jest cechą niemającą odpowiednika w języku polskim, a charakterystyczną dla języków germańskich. Określoność wskazuje czy użyty rzeczownik opisuje ogólną kategorię pojęć (np. en dreng -- (jakiś) chłopiec) czy też pewien konkretny egzemplarz (drengen -- (ten) chłopiec). Określoność wyraża się poprzez tzw. rodzajniki w postaci przedimków (jak i w pozostałych językach germańskich), jak i końcówek wyrazów.
W języku duńskim są dwa rodzaje gramatyczne: wspólny (powstały po połączeniu dawnych rodzajów męskiego i żeńskiego) i nijaki. Jest to jedna z cech odróżniających języki skandynawskie kontynentalne od wyspiarskich, jako że w tych pierwszych zaszła redukcja, która nie miała miejsca w językach wyspiarskich. W chwili obecnej wyłącznie pewne dialekty kontynentalne zachowały trzy rodzaje gramatyczne, np. duński bornholmsk i szwedzki jamska, oraz tradycyjne dialekty norweskiego. Rodzaj gramatyczny jest zupełnie nieprzewidywalny i może być opanowany wyłącznie przez zapamiętanie poszczególnych rzeczowników. Zdecydowana większość (około 90%) rzeczowników jest rodzaju wspólnego, pozostałe są nijakie, jednakże spora grupa bardzo często używanych słów jest nijaka.
Rodzajniki odpowiadające ww. to en/den, et/det oraz -/de dla liczby mnogiej, która również częściowo wyraża się przez rodzajnik. W formie określonej rodzajniki występują jako przyrostki (np. en pige – pigen, dla rzeczownika dziewczyna), chyba że rzeczownikowi towarzyszy przymiotnik, w którym to przypadku rodzajnik pozostaje w postaci przedimka, przyjmując formę den/det (np. en smuk pige – den smukke pige, ładna dziewczyna). Tabelka w sekcji odmiana rzeczowników podsumowuje możliwe przypadki.
Formę dopełniaczową (wyrażającą posiadanie) rzeczownika tworzy się
poprzez dodanie końcówki -s (np. fars, ojca), chyba że forma podstawowa kończy się na -s, wtedy dodaje się pojedynczy apostrof (np. Lukas', Lukasa).
Liczbę mnogą konstruuje się za pomocą końcówki właściwej dla danego rzeczownika (podobnie jak np. w języku niemieckim). Najpopularniejsza końcówka to -(e)r (np. mennesker, ludzie), lub -e (np. dele, części). Część rzeczowników ma pustą liczbę mnogą (tj. identyczną jak liczba pojedyncza), (np. et år – år, lata), istnieje również grupa nieregularna (np. et barn – børn, dzieci).

### Łączenie
Podobnie jak niemiecki, duński stosuje łączenie rzeczowników tworzących pojedyncze określenie w jeden wyraz. Jest to obowiązkowa reguła ortograficzna, zatem np. zapisanie słowa fodboldslandshold (reprezentacja narodowa w piłce nożnej) jako fod bold lands hold jest błędem. Łączenie wyrazów jest również podstawowym mechanizmem słowotwórczym, wiele wyrazów utworzonych przez połączenie przyjmuje znaczenie inne niż suma składowych, np. landbrug (ziemia + użycie → rolnictwo). W tym przypadku nie jest to już wyłącznie wynikająca z reguł ortografii pisownia, ale samodzielny wyraz, który nie może być rozbity na składowe. W powyższym przykładzie fodbold (piłka nożna) jest tego rodzaju słowem pochodnym.

## Przymiotniki
Przymiotniki duńskie odmieniają się przez rodzaj, określoność i liczbę, w tym sensie, że przymiotnik musi zawsze dopasować się w tych kategoriach do rzeczownika, który określa. Całość odmiany zawiera się w tzw. formach, których przymiotniki posiadają trzy:
- Forma podstawowa (grundform, czasem nazywana n-form). W tej formie przymiotnik występuje w słowniku i z rzeczownikami rodzaju wspólnego.
- Forma -t (t-form). Tworzona przez dodanie końcówki -t do formy podstawowej. Forma -t towarzyszy rzeczownikom rodzaju nijakiego.
- Forma -e (e-form), towarzysząca liczbie mnogiej i rzeczownikom określonym (bestemt). Tworzona przez dodanie końcówki -e do formy podstawowej.

Dla pewnych klas przymiotników powyższe reguły ulegają pewnym modyfikacjom, np. przymiotniki kończące się na -sk mają formę -t identyczną z podstawową. Reguły ortografii wymagają również czasem podwojenia, usunięcia lub zamiany pewnych liter, nie zmienia to jednak schematu podanego powyżej. Poniższa tabelka ilustruje odmianę przykładowych przymiotników.
| Przymiotnik  | Grundform | T-form   | E-form    |
| ------------ | --------- | -------- | --------- |
| ładny        | smuk      | smukt    | smukke    |
| duński       | dansk     | dansk    | danske    |
| przeziębiony | forkølet  | forkølet | forkølede |
| mały         | lille     | lille    | små/lille |

## Przysłówki
Istnieją dwie kategorie przysłówków: naturalne i odprzymiotnikowe. Przysłówki naturalne to słowa, które w swoim pierwotnym znaczeniu są przysłówkami, np. nu, teraz. Przysłówki odprzymiotnikowe powstają przez modyfikację przymiotników. Z reguły, aby uzyskać przysłówek, do przymiotnika dodaje się -t (chyba że dany przymiotnik kończy się na -t). W niektórych przypadkach jednak faktycznie używana forma będzie inna, np. sandsynlig → sandsynligvis, prawdopodobny → prawdopodobnie.
Nie można utworzyć przysłówka bezpośrednio od czasownika (nie ma zatem odpowiednika polskiego imiesłowu przysłówkowego). Przysłówek można utworzyć za pośrednictwem przymiotnika (np. at tale → talelig → taleligt, mówić → mówiony → „mówiono”), odpowiednikiem znaczeniowym jednak jest konstrukcja ved + bezokolicznik, np. ved at tale, mówiąc [w trakcie mówienia].

### Krótkie i długie formy
Przysłówki oznaczające umiejscowienie występują w dwóch formach: krótkiej i długiej. Forma krótka związana jest z ruchem, np. hjem, do domu forma długa zaś z położeniem, np. hjemme, w domu.
- Przykłady użycia:
  - Jeg skal hjem., Muszę [iść] do domu.

Jeg er hjemme., Jestem w domu
- - Hvor skal du hen?, Dokąd idziesz?

Hvor er du henne?, Gdzie jesteś?

### Łączenie
Bardzo często położenie jest wyrażone przez więcej niż jeden przysłówek. W takiej sytuacji użyte przysłówki łączone są w jeden wyraz, w kolejności od ogólnego do specyficznego. Np. deroppe, tam w górze [np. na dachu]. Jest to kolejność odwrotna niż obowiązująca w języku angielskim, w którym używa się up there.

## Odmiana rzeczowników
Odmiana rzeczowników ulega pewnym zmianom, w zależności od tego, czy dany rzeczownik występuje samodzielnie, czy też z wraz z określającym go przymiotnikiem. Poniższa tabelka ilustruje możliwe przypadki.
|                   | Samodzielny       | Samodzielny            | Samodzielny    | Samodzielny           | Z przymiotnikiem            | Z przymiotnikiem                    | Z przymiotnikiem          | Z przymiotnikiem                  |
| Liczba pojedyncza | Liczba pojedyncza | Liczba mnoga           | Liczba mnoga   | Liczba pojedyncza     | Liczba pojedyncza           | Liczba mnoga                        | Liczba mnoga              |                                   |
| Nieokreślony      | Określony         | Nieokreślony           | Określony      | Nieokreślony          | Określony                   | Nieokreślony                        | Określony                 |                                   |
| Rodzaj wspólny    | en dreng chłopiec | drengen (ten) chłopiec | drenge chłopcy | drengene (ci) chłopcy | en stor dreng duży chłopiec | den store dreng (ten) duży chłopiec | store drenge duzi chłopcy | de store drenge (ci) duzi chłopcy |
| Rodzaj nijaki     | et hus dom        | huset (ten) dom        | huse domy      | husene (te) domy      | et stort hus duży dom       | det store hus (ten) duży dom        | store huse duże domy      | de store huse (te) duże domy      |

Wytłuszczona część ilustruje zmiany jakim ulegają przedimki i przyrostki odpowiadające za kategorię określoności. Widoczne jest regularne przejście między przedimkami en/et a odpowiadającymi im przyrostkami -en/-et.

## Czasowniki
Czasowniki duńskie nie odmieniają się przez osoby ani liczby (inaczej niż w języku staronordyckim). Odmiana ma miejsce tylko ze względu na czas oraz kilka form pochodnych, tj. imiesłowy i rzeczowniki odczasownikowe.
Czasowniki dzielą się na trzy grupy ze względu na odmianę, dotyczy to głównie formy czasu przeszłego. Grupy I i II mają formę czasu przeszłego kończącą się na -te i -de odpowiednio, grupa III to czasowniki nieregularne.
Czasowniki posiadają następujące formy:
- Bezokolicznik (infinitiv)

Bezokoliczniki kończą się w zdecydowanej większości przypadków na -e, czasem na -å lub inne litery jak -ø. Jeśli bezokolicznik występuje samodzielnie, poprzedza go partykuła at, np. at gøre -- robić. Bezokoliczniki używane są wraz z czasownikami pomocniczymi, wtedy partykuła at znika, np. Jeg skal gøre rent, Powinienem posprzątać; mogą również oznaczać pojęcie czynności wyrażanej przez dany czasownik, np. Det er nemt at lære dansk, Łatwo jest nauczyć się duńskiego.
- Czas teraźniejszy (nutid)

Czas teraźniejszy tworzy się przez dodanie -r do bezokolicznika, np. køre → kører, jechać. Niewielka grupa czasowników jest nieregularna, dotyczy to niemal wszystkich czasowników modalnych (at skulle, at være → skal, er) oraz pojedynczych czasowników niemodalnych (np. at vide, at synes → ved, synes). Czasownik at gøre (robić) również jest nieregularny, jego forma czasu teraźniejszego kończy się na -r, brzmi jednak gør, a nie gører.
- Czas przeszły (datid)

Większość czasowników należy do jednej z dwóch regularnych odmian czasu przeszłego, w których przyjmują one końcówkę -te lub -de. Np. at høre → hørte (słyszeć) lub at kigge → kiggede (patrzeć). Istnieje jednak dość spora grupa czasowników nieregularnych, w tym wszystkie czasowniki modalne. Np. at skulle → skulle (czasowniki modalny musieć), at få → fik (dostać).
- Forma przeszła dokonana (fornutid)

Forma dokonana, zwana również imiesłowem krótkim (kort participium), bierze udział w tworzeniu czasu przeszłego dokonanego. Inaczej niż np. w angielskim, wszystkie czasowniki, również modalne, posiadają formę imiesłowu. Wszystkie imiesłowy krótkie, w tym również te nieregularne, kończą się na -t.
Oprócz powyższych form, niezbędnych do konstrukcji czasów gramatycznych, czasowniki posiadają parę innych, np. imiesłów przymiotnikowy czynny (zwany również imiesłowem długim, langt participium), np. kiggende, patrzący, oraz rzeczownik odczasownikowy, np. kigning, patrzenie.

## Zaimki
Duński posiada zestaw zaimków typowy dla języków germańskich. Podobnie jak w angielskim, zaimki osobowe odmieniają się przez przypadki, mimo iż normalne rzeczowniki są nieodmienne.
Zaimki dzierżawcze w większości posiadają dwie formy, w zależności od rodzaju gramatycznego słowa określanego.
Zarówno zaimki osobowe, jak i dzierżawcze posiadają formy zwrotne, np. sig (się). Zaimki osobowe dodatkowo posiadają złożoną formę zwrotną zaimek + selv, jednak jest ona dość rzadko używana w tej postaci.
|         | Liczba pojedyncza              | Liczba mnoga |
| 1 osoba | jeg ja                         | vi my        |
| 2 osoba | du, De ty                      | I wy         |
| 3 osoba | han, hun, den/det on, ona, ono | de oni/one   |

|         | Liczba pojedyncza                | Liczba mnoga |
| 1 osoba | mig mnie                         | os nas       |
| 2 osoba | dig, Dem ciebie                  | jer was      |
| 3 osoba | ham, hende, den/det jego, ją, je | dem ich/je   |

|         | Liczba pojedyncza                       | Liczba mnoga         |
| 1 osoba | min/mit/mine mój                        | vor/vort, vores nasz |
| 2 osoba | din/dit/dine, Deres twój                | jeres wasz           |
| 3 osoba | hans, hendes, dens/dets jego, jej, jego | deres ich            |

|                    | Liczba pojedyncza        | Liczba mnoga |
| Zaimek osobowy     | sig się                  | sig się      |
| Zaimek dzierżawczy | sin/sit swój/swoja/swoje | sine swoje   |

## Konstrukcja zdania
Zdanie duńskie ma budowę absolutnie regularną i nie dopuszcza żadnych wyjątków lub przypadków specjalnych, inaczej niż ma to miejsce np. w angielskim, w którym pewne formy posiadają nietypową kolejność słów. Wszystkie możliwe porządki można podzielić na dwie główne grupy, ze względu na to czy zdanie gramatyczne jest nadrzędne (hovedsætning) czy podrzędne (bisætning).
W ogólnej swojej budowie zdania duńskie mają strukturę typu SVO (ang. subject – verb – object), tj. podmiot – czasownik – obiekt, podobnie jak wszystkie języki germańskie. Jednakże w dyskusji zorientowanej specyficznie na język duński częściej używa się schematu zapisywanego symbolicznie jako SVA (duń. subjekt – verbum – adverbium, tj. podmiot – czasownik – dopełnienie), ze względu na to, iż dopełnienie jest tą częścią zdania której położenie w całości wyznacza który schemat zostanie użyty.

### Zdania nadrzędne (hovedsætning)
Schemat zdania nadrzędnego jest właściwy dla zdań prostych, zdań składowych zdań równorzędnie złożonych, oraz zdań nadrzędnych w zdaniach złożonych nadrzędno-podrzędnie.
Zdania nadrzędne mają schemat budowy SVA, tj. podmiot – czasownik – dopełnienie. Przykładowe zdanie według tego schematu to Jeg taler dansk, Mówię po duńsku. W obrębie tego schematu istnieje kilka wariacji, które opisać można wprowadzając bardziej szczegółowy schemat, w którym symbole o, a i v oznaczają, odpowiednio, obiekt, tzw. dopełnienie krótkie oraz czasownik drugorzędny.
Szczegółowe schematy są następujące. Mimo iż ich liczba może wydawać znaczna, w praktyce wszystkie są tylko drobnymi odmianami głównego schematu, koniecznymi ze względu na obecność czasowników pomocniczych.
- - SVaoA

Jest to zasadniczy schemat zdania twierdzącego. Elementy aoA mogą zostać pominięte. Np.
Jeg (S) taler (V). (Mówię.) →
Jeg (S) taler (V) dansk (o). (Mówię po duńsku.) →
Jeg (S) taler (V) ikke (a) dansk (o) nu (A). (Nie mówię teraz po duńsku.)
- - SVavoA

Jest to schemat zdania z czasownikiem pomocniczym. W tym przypadku z punktu widzenia składni czasownikiem głównym zdania jest czasownik pomocniczy, chociaż faktyczna treść wyrażona jest przez czasownik drugorzędny (który w tej sytuacji musi wystąpić w formie bezokolicznika). Elementy aoA mogą zostać pominięte. Np.
Jeg (S) skal (V) tale (v). (Muszę mówić.) →
Jeg (S) skal (V) tale (v) dansk (o). (Muszę mówić po duńsku.) →
Jeg (S) skal (V) ikke (a) tale (v) dansk (o) nu (A). (Nie mogę teraz mówić po duńsku.)
- - SVoaA

Schemat zdania twierdzącego z tzw. słabym obiektem (czyli np. zaimkiem). Od schematu podstawowego różni się tylko przesunięciem obiektu bliżej czasownika. Elementy oaA mogą zostać pominięte. Np.
Jeg (S) taler (V). (Mówię.) →
Jeg (S) taler (V) det (o). (Mówię to.) →
Jeg (S) taler (V) det (o) ikke (a) nu (A). (Nie mówię tego teraz.)
Zjawiskiem niezwykle ważnym dla regularności budowy zdania jest zjawisko inwersji. Oznacza to, że zawsze, kiedy zdanie rozpoczyna się czymś innym niż podmiot, schemat musi ulec odwróceniu. Owocuje to następującym porządkiem:
- - AVSao

Jest to schemat zdania twierdzącego który musi być użyty jeśli A nie znajduje się na ostatniej pozycji. Elementy ao mogą zostać pominięte. Np.
Nu (A) taler (V) jeg (S). (Teraz mówię.) →
Nu (A) taler (V) jeg (S) dansk (o). (Teraz mówię po duńsku.) →
Nu (A) taler (V) jeg (S) ikke (a) dansk (o). (Teraz nie mówię po duńsku.)
- - oVSaA

Inwersja może również być wynikiem przesunięcia obiektu (o) na pierwszą pozycję. Np.
Jeg (S) taler (V) det (o) nu (A). (Mówię to teraz.) →
Det (o) taler (V) jeg (S) nu (A). (To mówię teraz.)

## Strony
W języku duńskim występują dwie strony, czynna i bierna. Strona czynna wyraża zwyczajne stany lub czynności wykonywane przez podmiot zdania, strona bierna zaś wyraża podmiot będący obiektem czynności.

### Strona czynna
Strona czynna tworzona jest przez normalne użycie czasowników w jednym z czasów, według reguł podanych powyżej.
Np. Jeg vil gerne have mange penge.

Chciałbym mieć dużo pieniędzy.

### Strona bierna
Duński posiada dwie strony bierne: krótką (tzw. forma -s) i zwyczajną (tzw. forma blive).
- Forma krótka

Forma krótka tworzona jest poprzez dodanie -s do czasownika w odpowiednim czasie (w czasie teraźniejszym, -s zastępuje zwykłą końcówkę -r). Forma krótka nie wyraża żadnego konkretnego czasu akcji, a jej użycie ma odcień formalności lub bezosobowości. Strona bierna w formie krótkiej jest dość podobna do polskiego zdania bezpodmiotowego, lub też do archaicznej już konstrukcji strony medialnej (np. Kura przyrządza się przez gotowanie). Z tego powodu krótka strona bierna jest dominującą we wszelkiego rodzaju instrukcjach, zakazach, przepisach i książkach kucharskich itp.
Przykłady:
- - Denne knap må ikke trykkes

Nie wolno wciskać tego przycisku
- - Jeg kan kontaktes på...

Można się ze mną skontaktować pod ... (dosł. Mogę być skontaktowany pod...)
- - Mælk bevares i 5–15 °C

Mleko przechowywać w 5–15 °C (dosł. Mleko przechowuje się w 5–15 °C)
Krótka forma bierna jest również używana do wyrażenia czynności, które mówca wykonuje wspólnie z kimś innym, takich jak „rozmawiać” czy „spotykać się”.
Zatem:
- - Vi kan mødes på lørdag.

Możemy się spotkać w sobotę.
- - Vi ses.

Do zobaczenia. (dosł. Widzimy się.)
- Forma blive

Forma blive tworzy zwyczajną stronę bierną, w sposób typowy dla języków germańskich. Zwyczajną stronę bierną konstruuje się przez użycie czasownika posiłkowego at blive (zostać, stać się) wraz z tzw. imiesłowem krótkim, czyli imiesłowem przymiotnikowym biernym. Zależności czasowe wyrażone są poprzez czas gramatyczny czasownika blive, który może przyjmować wszystkie czasy dostępne w duńskim.
Np.
- - Bilen bliver rengjort. (Samochód jest czyszczony)
  - En kop blev ødelagt. (Kubek został rozbity)
  - Mælk var blevet spildt. (Mleko zostało rozlane, czas zaprzeszły)

Nie należy mylić konstrukcji strony biernej z normalnym użyciem czasownika at blive, np. Mælk blev dårlig, Mleko się zepsuło (dosł. Mleko stało się niedobre).